# I'm Your Fan
I'm Your Fan: The Songs of Leonard Cohen est un album hommage au chanteur canadien Leonard Cohen, sorti en 1991 et produit par le magazine français Les Inrockuptibles.
L'album comporte 18 chansons de Cohen interprétées par quelques-uns des noms les plus respectés de la musique de l'époque. Le titre du disque est une référence à l'album  I'm Your Man, sorti en février 1988.
Au Royaume-Uni, l'album a été distribué par le label EastWest Dossiers, en France par Sony Music.
L'album comprend deux reprises différentes de la chanson Tower of Song, l'une par le chanteur australien Robert Forster et la seconde par le groupe Nick Cave and the Bad Seeds. Cette dernière version est une déconstruction radicale de la chanson, édité à partir d'une jam session d'une heure tenue par le groupe.

## Liste des pistes

### Tirage principal
1. First We Take Manhattan – R.E.M.
2. Hey, That's No Way to Say Goodbye – Ian McCulloch
3. I Can't Forget – Pixies
4. Stories of the Street – That Petrol Emotion
5. Bird on the Wire – The Lilac Time
6. Suzanne – Geoffrey Oryema
7. So Long, Marianne – James
8. Avalanche IV – Jean-Louis Murat
9. Don't Go Home with Your Hard-On – David McComb & Adam Peters
10. Who by Fire – The House of Love
11. Chelsea Hotel – Lloyd Cole
12. Tower of Song – Robert Forster
13. Take This Longing – Peter Astor
14. True Love Leaves No Traces – Dead Famous People
15. I'm Your Man – Bill Pritchard
16. A Singer Must Die – The Fatima Mansions
17. Tower of Song – Nick Cave and the Bad Seeds
18. Hallelujah – John Cale

#### More Fans
1. The Queen and Me – John Cale
2. There is a War – Ian McCulloch
3. Suzanne (Version instrumentale) – Geoffrey Oryema
4. Paperthin Hotel – The Fatima Mansions